# Henri Bienvenu
Henri Bienvenu Ntsama (ur. 5 lipca 1988 w Garoui) – piłkarz kameruński grający na pozycji napastnika.

## Kariera klubowa
Karierę piłkarską Bienvenu rozpoczął w klubie Brasseries du Cameroun. W 2003 roku przeszedł do Cotonsportu Garoua i zadebiutował w nim w kameruńskiej Première Division. W latach 2003–2005 został z Cotonsportem mistrzem Kamerunu. Zdobył też dwa Puchary Kamerunu (2003, 2004).
W 2006 roku Bienvenu został zawodnikiem tunezyjskiego zespołu CA Bizertin. Występował w nim przez pełne dwa sezony i w 2008 roku odszedł do innego klubu z tunezyjskiej ekstraklasy, Espérance Tunis. W latach 2009 i 2010 zostawał z Espérance mistrzem Tunezji. W 2009 roku wygrał też Arabski Puchar Mistrzów.
W styczniu 2010 roku Bienvenu przeszedł do szwajcarskiego BSC Young Boys z Berna. 7 lutego 2010 zadebiutował w Swiss Super League w przegranym 0:4 wyjazdowym meczu z FC Basel. Swojego pierwszego gola w Szwajcarii strzelił 27 lutego 2010 w meczu z FC Zürich (2:1). W sezonie 2010/2011 był z 16 golami wicekrólem strzelców ligi po Alexandrze Freiu.
We wrześniu 2011 roku Bienvenu podpisał kontrakt z tureckim klubem Fenerbahçe SK. W 2013 roku został wypożyczony do Realu Saragossa. Latem 2013 roku przeszedł do Eskişehirsporu, a w 2014 do Troyes AC.
| Sezon   | Klub              | Kraj       | Rozgrywki         | Mecze | Bramki | Rozgrywki Europy                    | Mecze | Bramki |
| ------- | ----------------- | ---------- | ----------------- | ----- | ------ | ----------------------------------- | ----- | ------ |
| 2003    | Cotonsport Garoua | Kamerun    | Première Division | ?     | ?      | -                                   | -     | -      |
| 2004    | Cotonsport Garoua | Kamerun    | Première Division | ?     | ?      | -                                   | -     | -      |
| 2005    | Cotonsport Garoua | Kamerun    | Première Division | ?     | ?      | -                                   | -     | -      |
| 2006/07 | CA Bizertin       | Tunezja    | CLP-1             | 14    | 4      | -                                   | -     | -      |
| 2007/08 | CA Bizertin       | Tunezja    | CLP-1             | 11    | 7      | -                                   | -     | -      |
| 2008/09 | Espérance Tunis   | Tunezja    | CLP-1             | 20    | 7      | -                                   | -     | -      |
| 2009/10 | Espérance Tunis   | Tunezja    | CLP-1             | 19    | 7      | -                                   | -     | -      |
| 2009/10 | BSC Young Boys    | Szwajcaria | Super League      | 15    | 5      | -                                   | -     | -      |
| 2010/11 | BSC Young Boys    | Szwajcaria | Super League      | 34    | 16     | Liga Mistrzów UEFA Liga Europy UEFA | 5 5   | 2 1    |
| 2011/12 | BSC Young Boys    | Szwajcaria | Super League      | 6     | 0      | Liga Europy UEFA                    | 4     | 1      |
| 2011/12 | Fenerbahçe SK     | Turcja     | Süper Lig         | 36    | 8      | -                                   | -     | -      |
| 2012/13 | Fenerbahçe SK     | Turcja     | Süper Lig         | 2     | 0      | Liga Europy UEFA                    | 3     | 0      |
| 2012/13 | Real Saragossa    | Hiszpania  | Liga BBVA         | 9     | 0      | -                                   | -     | -      |
| 2013/14 | Eskişehirspor     | Turcja     | Süper Lig         | 27    | 5      | -                                   | -     | -      |
| 2014/15 | Troyes AC         | Francja    | Ligue 2           | 26    | 5      | -                                   | -     | -      |
| 2015/16 | Troyes AC         | Francja    | Ligue 1           | 7     | 0      | -                                   | -     | -      |
| 2016/17 | Troyes AC         | Francja    | Ligue 2           | 0     | 0      | -                                   | -     | -      |

Stan na: 24 lipca 2017 r.

## Kariera reprezentacyjna
W reprezentacji Kamerunu Bienvenu zadebiutował 11 sierpnia 2010 roku w wygranym 3:0 towarzyskim meczu z Polską. W 59. minucie meczu zmienił Erika Maxima Choupo-Motinga.